# Nokia 5130 XpressMusic
O Nokia 5130 XpressMusic é um celular da Nokia que faz parte da linha XpressMusic.
O Nokia 5130 XpressMusic utiliza o sistema operacional Symbian em sua versão S60 5th.

## Especificações Técnicas[1]

### Display
Possui uma tela de 2,0 polegadas, com resolução de 320 pixels de altura por 240 pixels de largura, que exibe até 256 mil cores.

### Processador
Processador ARM 9 231 MHz

### Câmera
- Efeitos de tonalidade:
  - Normal
  - Sepia
  - Cores Falsas
  - Escalas em Cinza
  - Solarizar
  - Negativo
- Equilíbrios de branco
  - Automático
  - Luz Natural
  - Tungstênio
  - Fluorescente

#### Imagem
- Câmera digital de 2.0 megapixels
- Zoom digital de 4x

#### Vídeo
- Filmadora digital com resolução até 176x144 pixels e até 15 frames por segundo
- Zoom digital de 4x

### Memória
- Slot para cartão de memória microSD com hot-swapping de até 2 GB
- 30 MB de memória dinâmica interna

### Conectividade
- Bluetooth versão 2.0
- Suporte para sincronização de PC com Nokia Ovi Suite

### Conectores
- Conector microUSB, USB 2.0
- Conector AV Nokia de 3,5 mm